# 佩斯卡泰
佩斯卡泰（義大利語：Pescate），是意大利莱科省的一个市镇。总面积2平方公里，人口2186人，人口密度1093.0人/平方公里（2009年）。国家统计（ISTAT）代码为097068。